# Букумирско језеро
Букумирско језеро је ледничко језеро у Кучкој крајини, у источном делу Црне Горе. Захвата површину од 19.320 m². Дуго је 210 м, широко 130 м, а дубоко до 16,8 м.[2] Дужина језерске обале износи 585 м. Лежи у северном подножју планине Жијово, на моренској пречаги између Торача, Загона и Ђебезе на, висини од 1448 м. Недалеко је од изворишних делова Веруше. Водом се пуни путем падавина, отапањем снега и из повремених извора са катуна Ивановића. Ниво воде у језеру има незнатне осцилације које износе ±1 м. Вода у језеру је алкална.

## Биљни и животињски свет
Око 15% површине Букумирског језера обрасло је бујном барском вегетацијом која је у експанзији.
Букумирско језеро је станиште црногорског даждевњака (Triturus alpestris montenegrinus), у народу познатог као „жмигавац”, ендемске врсте коју је 1951. открио и први описао Милутин Радовановић. Ова подврста планинског мрмољка (Triturus alpestris). Језеро је у више наврата порибљавано, због чега је црногорски даждевњак готово ишчезао из језера.
- Локвањи у Букумирском језеру
- Планински мрмољак

## Природне лепоте и занимљивости
Језеро, заједно са планинским масивом Кучке крајине, представља један од најсликовитијих пејзажа у околини. У близини језера налазе се катуни Поповића и Језера. Букумирско језеро постаје све популарнија туристичка дестинација, посебно лети, када је вода довољно топла за пливање, а околне ливаде постају добро место за камповање. Северна страна језера је стеновита, док је јужна приступачнија, прекривена вегетацијом. Вода у језеру је чиста, прозирна до 4 м дубине.
Локално становништво користи језеро и као појило за стоку током лета.

### Легенда о имену
Према народној легенди, језеро је име добило по Букумирима, номадском народу који је живео око језера.
| Легенда о Букумирском језеру |
| --- |
| Језеро је добило име по Букумирима, који су живјели као номади. У језеру је постојао змај који се понекад појављивао на бијелом коњу, а изнад језера је стијена на којој су Букумири ложили ватру. Када би стијену довели до усијања, бацали су је на валове. Од тога би језеро прокључало, а из њега излазио витез који је проклињао Букумире: “Да богда од вас не остало трага колико од шаренијех коња”. Тада је настао покољ Букумира и они су се истражили. Надомак језера и даље стоји камење које подсјећа на легенду о Букумирима. |
| (Дубравка Пешић, „Скривена љепота Проклетија”) |

И Павле Ровински је записао да се по народној легенди у Бокумирском језеру налази неко биће караконџула, која утопи свакога ко се усуди да плива у њему, а назив приписује Бокумирима и наводи их као богумиле.

### Како стићи до језера
До језера води 50-ак километара дуг асфалтирани пут од Подгорице преко Медуна, Убала, Кржање и Стравча.